# 올림픽 드림스
《올림픽 드림스》(영어: Olympic Dreams)는 2019년 제작된 미국의 코미디 영화이다. 2018년 평창 동계 올림픽을 배경으로 한 영화로, 실제 대한민국 평창군 일대에서 촬영되었다. 배우 닉 크롤을 제외한 주요 3인이 실제 올림픽 국가 대표 출신 선수들이다. 주연 페넬로피 역을 맡은 알렉시 파파스는 장거리 육상 선수지만, 본 영화에서는 크로스컨트리 스키 선수를 연기하였다. 거스 켄워시와 모건 쉴드는 실제 스키 선수이다.